# Crocidura wuchihensis
Crocidura wuchihensis és una espècie de mamífer de la família de les musaranyes (Soricidae) que viu a l'illa de Hainan (Xina) i el nord del Vietnam.
Les seves principals amenaces són la tala dels boscos, l'expansió agrícola, l'extracció de fusta i els assentaments humans.